# Ogasawara Nagamichi
Ogasawara Nagamichi (小笠原 長行, 29 juin 1822-25 janvier 1891) est un daimyo et politicien japonais de la période bakumatsu du shogunat Tokugawa. Avant la restauration de Meiji, son titre de courtoisie est Iki no kami du cinquième rang de cour inférieur.

## Biographie
Ogasawara Nagamichi est le fils ainé d'Ogasawara Nagamasa, premier daimyo Ogasawara du domaine de Karatsu dans la province de Hizen, Kyūshū (actuelle préfecture de Saga). Nourrisson au moment de la mort de son père, il est contourné dans la succession par Ogasawara Nagayasu, à l'origine le fils de Sakai Tadaari du domaine de Shonai. Nagayasu, mort sans héritier, est remplacé à son tour par Ogasawara Nagao et Ogasawara Nagakazu, chacun d'entre eux ayant été adopté dans le clan Ogasawara comme un successeur, et chacun d'eux décédé sans héritiers.
Nagamichi n'est jamais choisi pour être daimyo mais développe une base politique au sein du domaine de Karatsu et est de facto souverain du domaine pendant la plus grande partie de sa vie d'adulte. Le dernier daimyo de Karatsu, Ogasawara Nagakuni, tente de mettre fin aux factions de Karatsu en adoptant Nagakuni comme son fils et héritier. Le résultat final est que tout le pouvoir est dévolu à Nagamachi, Nagamichi n'étant plus qu'une figure de proue.[pas clair]
Nagayuki devient un fonctionnaire de premier plan dans le shogunat Tokugawa, occupant les positions de wakadoshiyori en 1862 ; rōjū-kaku en 1862-1863 et en 1865 ; et rōjū en 1865-1866 et en 1866-1868. Pendant ces périodes, il s'occupe principalement des affaires étrangères et est l'un des hauts responsables japonais lors des négociations avec la Grande-Bretagne relativement aux réparations après l'incident de Namamugi.
En 1868, avec le début de la guerre de Boshin, le domaine de Karatsu reste fortement en faveur du bakufu Tokugawa. Le domaine de Karatsu est un domaine fudai, contrairement aux domaines de Nabashima voisins qui ont le statut de domaine tozama. Les Ogasawara demeurent fidèles aux Tokugawa jusqu'à la fin, Nagamichi et de nombreux samouraïs accompagnant les restes de l'armée Tokugawa au nord pour rejoindre l'alliance du nord puis la république d'Ezo et participant à la bataille de Hakodate.
Après la guerre, Nagamichi vit en retraite à Tokyo. En juin 1869, le titre de daimyō est aboli et, en 1871, le domaine de Karatsu lui-même disparaît lors de l'abolition du système han pour être intégré dans la nouvelle préfecture de Saga.
Son fils, l'amiral Ogasawara Naganari, est fait vicomte dans le cadre du système de pairie kazoku. Ogasawara Nagamichi ne reçoit cependant pas de titre, peut-être en raison de son implication du côté pro-Tokugawa lors de la guerre de Boshin. Cependant, son rang de cour 5e inférieur est élevé au rang de 4e inférieur en juin 1880. Il meurt à Tokyo en 1891.

Emblème (mon) du clan Ogasawara.

## Source de la traduction
- (en) Cet article est partiellement ou en totalité issu de l’article de Wikipédia en anglais intitulé « Ogasawara Nagamichi » (voir la liste des auteurs).